# Bainbridge (condado de Ross, Ohio)
Bainbridge é uma vila localizada no condado de Ross no estado estadounidense de Ohio. No Censo de 2010 tinha uma população de 860 habitantes e uma densidade populacional de 648,53 pessoas por km².

## Geografia
Bainbridge encontra-se localizada nas coordenadas 39° 13′ 35″ N, 83° 16′ 10″ O. Segundo a Departamento do Censo dos Estados Unidos, Bainbridge tem uma superfície total de 1.33 km², da qual 1.33 km² correspondem a terra firme e (0%) 0 km² é água.

## Demografia
Segundo o censo de 2010, tinha 860 pessoas residindo em Bainbridge. A densidade de população era de 648,53 hab./km².